# Gabriel Santos (nadador)
Gabriel Santos (Guarulhos, 4 de mayo de 1996) es un nadador brasileño especializado en pruebas de estilo libre, donde consiguió ser subcampeón mundial en 2017 en los 4x100 metros.

## Carrera deportiva
En el Campeonato Mundial de Natación de 2017 celebrado en Budapest ganó la medalla de plata en los relevos de 4x100 metros estilo libre, con un tiempo individual de 48.30 segundos, tras Estados Unidos (oro) y por delante de Hungría (bronce).